# 양푸구

양푸 구의 위치

양푸구(한국어: 양포구, 중국어 간체자: 杨浦区, 정체자: 楊浦區, 병음: Yángpǔ Qū)는 중화인민공화국 상하이시에 위치한 시할구이다. 넓이는 61km2이고, 인구는 2007년 기준으로 1,080,000명이다.

## 지리
양푸 구는 상하이 시 중심에서 북동부에 위치하며, 동쪽 및 남쪽은 황푸 강을 사이에 두고 푸둥 신구와 서쪽은 다롄루(大連路), 미윈루(密雲路), 이솬루(逸仙路)로 훙커우 구(虹口区)를 북쪽은 구 강만공항을 격하고 바오산 구(宝山区)와 접한다.
구내를 남쪽에서 동쪽으로 흐르는 황푸 강은 상하이 시의 생활 용수가 되고 있다. 또 옛날에는 중촨(中州)이 위치하고 있었지만 근대의 매립 공사로 현재는 육지가 연결되어 있다. 상하이 시 최대의 주택지구인 중위엔샤오 구(中原小区)도 양푸 구에 존재한다.

## 행정 구역
하부에 11개의 가도와 1개의 진을 관할한다.
- 가도
  - 定海路街道
  - 大橋街道
  - 平凉路街道
  - 江浦路街道
  - 控江路街道
  - 殷行街道
  - 長白新村街道
  - 延吉新村街道
  - 五角場街道
  - 四平路街道
  - 新江湾城街道
- 진
  - 五角場鎮